# EGP
EGP (англ. Exterior Gateway Protocol, протокол зовнішнього шлюзу) — застарілий протокол обміну інформацією між маршрутизаторами кількох автономних систем. Розроблено в 82-84 роках. Згодом був замінений на BGP.
EGP спочатку призначався для передачі інформації про досяжність в роутери ARPANET та отримання її від них. Інформація передавалася з окремих вузлів, що знаходяться в різних адміністративних доменах, званих автономними системами (AS), в роутери, які передавали цю інформацію через мережу доти, поки її можна було передати вниз до мережі пункту призначення, що знаходиться в межах другої AS.
EGP виконує три основні функції. 
- По-перше, роутери, що працюють з EGP, організують для себе певний набір сусідів. Сусіди — це просто інші роутери, з якими роутер хоче колективно користуватися інформацією про досяжності мереж; які-небудь вказівки про географічне сусідство не включаються.
- По-друге, роутери EGP опитують своїх сусідів для того, щоб переконатися в їх працездатності.
- По-третє, роутери EGP відправляють повідомлення про коригування, що містять інформацію про досяжності мереж у межах своїх AS[1].

## Історія
EGP був розроблений Болтом, Беранеком і Ньюменом на початку 1980-х років. Вперше це було описано в RFC 827і офіційно визначено в RFC 904.
RFC 1772 окреслив шлях переходу від EGP до BGP.

## Типи повідомлень
- Request — Запит на захоплення сусідів і/або установки налаштувань опитування
- Confirm — Підтвердження запиту request
- Refuse — Відмова в захопленні сусідів
- Cease — Запит на перезахват сусідів
- Cease-ack — підтвердження перезахоплення сусідів
- Hello — перевірка доступності сусідів
- IHU — відповідь на запит про доступність (англ. I hear you – я тебе чую)
- Poll — запит на оновлення інформації про доступність мережі
- Update — оновлення інформації про доступність мережі
- Error — помилка